# 아르카브 포스테리오르
아르카브 포스테리오르(Arcab Posterior) 또는 궁수자리 베타²(β² Sgr)는 궁수자리 방향에 있는 쌍성이다. 겉보기등급은 +4.29로 맨눈으로 볼 수 있다. 지구에서 봤을 때 이 별의 연주시차는 24.31 mas로 이로부터 계산한 거리는 약 134 광년이 나온다.
고유 운동상의 변화에 의거하면 이 별은 측성쌍성임이 유력해 보이며, 쌍성임이 검증되면 구성원의 명칭은 주성 궁수자리 베타² A(계 전체의 이름 '아르카브 포스테리오르'가 공식적으로 부여된 천체)와 B로 부를 수 있다.

## 명명법
궁수자리 베타²(β² Sgr)는 계 전체를 바이어 명명법에 따라 부르는 명칭이다. 궁수자리 베타² 계의 구성원을 A와 B로 지칭하는 것은 워싱턴 다중성 목록(WMC)이 다중성계를 표기하는 규칙에 따른 것이며 이 규정은 국제천문연맹(IAU) 역시 따르고 있다.
2016년 IAU는 항성들의 고유명칭을 목록화 및 표준화할 목적으로 항성명칭 워킹그룹(WGSN)을 조직했다. WGSN은 2016년 10월 5일 궁수자리 베타²에 아르카브 포스테리오르(Arkab Posterior)를 공식 부여했으며 현재 이 명칭은 IAU 인증 항성명칭목록에 포함되어 있다.  WGSN이 정한 규정에 따르면 다중성계 구성원의 명칭(예: 워싱턴 이중성 목록의 기호)이 명확히 정의되지 않았을 경우 가장 밝게 보이는 구성원에 고유 명칭이 붙은 것으로 간주한다.
중화권에서 이 별은 두수의 천연(天淵, 하늘의 연못)에 속해 있다. 천연을 구성하는 항성은 아르카브 포스테리오르 외에 궁수자리 베타¹, 궁수자리 알파이다. 이들 중 아르카브 포스테리오르 하나만을 일컫는 명칭은 천연1(天淵一)이다.

## 속성
1978년 Houk는 이 계에서 눈에 보이는 구성원(궁수자리 베타² A)의 분광형을 F2/3 V로 정의했다. 그러나 1975년 Malaroda는 이 별을 F형 거성 목록에 올렸다. 이 별은 초속 155 킬로미터 속도로 빠르게 회전하고 있어서 극보다 적도부의 반지름이 22% 더 큰 회전타원체 모양을 하고 있다. 질량은 태양의 약 1.4 배에 나이는 약 9억 3300만 년으로 추정된다.